# 嫁到非洲
《嫁到非洲》，是2000年李松桥导演的一部电视连续剧，共19集。讲述了两名医院实习生由相识、相知、到相恋的爱情故事。
该电视剧由赖翠玲长篇自传体小说《嫁到黑非洲》改编而成，在贝宁拍摄。获中宣部五个一大奖。

## 主要人物
- 王玉萍：应届毕业生，在某医院实习，潘雨晨饰
- 玛利克：西非留学生，艾尔曼饰（贝宁）
- 闻鸣：王玉萍的同学